# VG-1.6
La Vía de Alta Capacidad Mosqueiros-Santa Lucía es una vía para automóviles de la Junta de Galicia que transcurre entre Barcia y Valado, diseñada como una carretera limitada a 80 km/h para ser una vía de corta distancia y de poca Intensidad media diaria (IMD). No cumplen los estándares de doble calzada (autovía), ni esta previstada para la duplicación de esta dicha vía. La longitud de este tramo es de 780 metros.
Es uno de los ramales de la autovía AG-59 inaugurado en 2008. Permitiendo este ramal para la conexión con la carretera N-525 por la alternativa de la autopista de peaje AP-53.

## Tramos
| Denominación | Tramo                             | Kilómetros | Año servicio |
| ------------ | --------------------------------- | ---------- | ------------ |
| VG-1.6       | AG-59 AP-53 Barcia - N-525 Valado | 0,8        | 2008         |

## Salidas
| Velocidad | Esquema | Salida | Sentido Piñeiro (N-525) | Carriles | Sentido Cobas (AG-59 y AP-53) | Carretera   | Notas |
| --------- | ------- | ------ | --- | -------- | --- | ----------- | ----- |
|           |         |        | Comienzo de Vía de Alta Capacidad Mosqueiros-Santa Lucía VG-1.6 Procede de: AG-59 AP-53 Cobas                                       |          | Fin de Vía de Alta Capacidad Mosqueiros-Santa Lucía VG-1.6 Incorporación final AG-59 AP-53 Dirección final: AP-53 Silleda Orense AG-59 Cacheiras Pontevea PO-841 La Estrada AC-537 Os Tilos AP-53 Santiago de Compostela | AG-59 AP-53 |       |
|           |         |        | viaducto 95 metros |          | viaducto 95 metros |             |       |
|           |         |        | Fin de Vía de Alta Capacidad Mosqueiros-Santa Lucía VG-1.6 Dirección final: N-525 Santiago de Compostela Piñeiro N-525 Chapa Orense |          | Inicio de Vía de Alta Capacidad Mosqueiros-Santa Lucía VG-1.6 Procede de: N-525 Piñeiro | N-525       |       |